# Vingt milliards sous la terre
 (octobre 2023).
Si vous disposez d'ouvrages ou d'articles de référence ou si vous connaissez des sites web de qualité traitant du thème abordé ici, merci de compléter l'article en donnant les références utiles à sa vérifiabilité et en les liant à la section « Notes et références ».
Vingt milliards sous la terre est la vingt-deuxième histoire de la série La Patrouille des Castors de Mitacq et Jean-Michel Charlier. Elle a été publiée pour la première fois du no 1843 au no 1864 du journal Spirou, puis sous forme d'album en 1974.